# Mirela Lavric
Elena Mirela Lavric (* 17. Februar 1991 in Pungești) ist eine rumänische Leichtathletin, die sich auf den 800-Meter-Lauf spezialisiert hat, aber auch im Sprint an den Start geht.

## Sportliche Laufbahn
Erste internationale Erfahrungen sammelte Mirela Lavric im Jahr 2007, als sie bei den Jugendweltmeisterschaften in Ostrava in 2:04,29 min die Goldmedaille gewann. Anschließend startete sie bei den Junioreneuropameisterschaften in Hengelo und siegte auch dort in 2:02,84 min. Dank dieser Erfolge erhielt sie einen Startplatz in der rumänischen 4-mal-400-Meter-Staffel für die Weltmeisterschaften in Osaka, bei denen sie aber mit 3:35,69 min den Finaleinzug verpasste. Im Jahr darauf schied sie bei den Hallenweltmeisterschaften in Valencia mit 3:36,79 min in der Vorrunde aus und siegte während der Freiluftsaison bei den Juniorenweltmeisterschaften in Bydgoszcz in 2:00,06 min und stellte damit einen neuen Meisterschaftsrekord auf. Sie trat auch mit der Staffel an, gelangte mit 3:41,39 min aber nicht ins Finale. 2009 gelangte sie bei den Halleneuropameisterschaften in Turin bis ins Halbfinale über 800 Meter und schied dort mit 2:06,93 min aus. Ende Juli verteidigte sie bei den Junioreneuropameisterschaften in Novi Sad mit 2:04,12 min ihren Titel und scheiterte anschließend bei den Weltmeisterschaften in Berlin mit 2:04,49 min in der ersten Runde. 2010 siegte sie dann bei den Juniorenweltmeisterschaften im kanadischen Moncton in 2:01,85 min und wurde mit der Staffel im Vorlauf disqualifiziert. Anschließend klassierte sie sich bei den Europameisterschaften in Barcelona in 3:29,75 min auf dem sechsten Platz mit der Staffel.
2011 kam sie bei den Halleneuropameisterschaften in Paris im Vorlauf über 800 Meter nicht ins Ziel. Anschließend belegte sie bei den U23-Europameisterschaften in Ostrava in 2:12,99 min den siebten Platz und erreichte mit der Staffel nach 3:36,76 min Rang fünf. Im Jahr darauf schied sie bei den Hallenweltmeisterschaften in Istanbul mit 3:33,41 min mit der Staffel im Vorlauf aus und schied im Juni bei den Europameisterschaften in Helsinki mit 2:11,61 min in der ersten Runde aus und kam mit der Staffel in 3:29,80 min auf den siebten Platz. Zudem qualifizierte sie sich über 800 Meter für die Olympischen Spiele in London und schied dort mit 2:00,46 min im Halbfinale aus. 2013 siegte sie bei den U23-Europameisterschaften in Tampere in 2:01,56 min und gewann im 400-Meter-Lauf in 52,06 s die Silbermedaille hinter der Französin Lénora Guion-Firmin und auch mit der Staffel gewann sie in 3:30,28 min die Silbermedaille hinter Polen und stellte damit einen neuen rumänischen U23-Rekord auf. Anschließend scheiterte sie bei den Weltmeisterschaften in Moskau mit 2:10,37 min im Vorlauf über 800 Meter und wurde mit der Staffel in 3:28,40 min Sechste. Daraufhin siegte sie in 2:02,27 min bei den Spielen der Frankophonie in Nizza und gewann auch mit der Staffel in 3:29,81 min die Goldmedaille. 2014 belegte sie bei den Europameisterschaften in Zürich in 2:09,25 min den achten Platz und 2016 gewann sie bei den Hallenweltmeisterschaften in Portland in 3:31,51 min überraschend die Bronzemedaille mit der Staffel hinter den Teams aus den Vereinigten Staaten und Polen. Allerdings wurde sie anschließend bei einer Dopingkontrolle positiv getestet und daraufhin für drei Jahre bis 2019 gesperrt.
Seit 2019 startet sie wieder bei Wettkämpfen und belegte in diesem Jahr in 54,87 s den fünften Platz über 400 Meter bei den Balkan-Meisterschaften in Prawez und siegte mit der rumänischen 4-mal-400-Meter-Staffel in 3:39,52 min. 2021 belegte sie dann bei den Balkan-Hallenmeisterschaften in Istanbul in 3:41,74 min Rang vier im Staffelbewerb. Im Jahr darauf gewann sie bei den Balkan-Hallenmeisterschaften ebendort in 54,62 s die Bronzemedaille über 400 m hinter der Slowenin Anita Horvat und Susanne Walli aus Österreich. Zudem sicherte sie sich mit der Staffel in 3:45,11 min die Silbermedaille hinter dem slowenischen Team. Auch bei den Freiluftmeisterschaften in Craiova gewann sie in 53,20 s die Bronzemedaille hinter Walli und der Türkin Büşra Yıldırım und mit der Staffel sicherte sie sich in 3:40,40 min die Bronzemedaille hinter den Teams aus Griechenland und Kroatien. 2023 wurde sie bei der 2. Liga der Team-Europameisterschaft im Rahmen der Europaspiele in Chorzów in 3:14,83 min Zweite im A-Lauf in der Mixed-Staffel. Im Jahr darauf belegte sie bei den Balkan-Meisterschaften in Izmir in 2:02,27 min den fünften Platz über 800 Meter.
In den Jahren 2008, 2009 sowie 2011 und 2012 und 2022 wurde Lavric rumänische Meisterin im 400-Meter-Lauf im Freien sowie von 2009 bis 2012 und 2016 und 2022 auch in der Halle. Über 800 Meter siegte sie 2009 und von 2012 bis 2014 im Freien und von 2010 bis 2012 auch in der Halle. Zudem siegte sie 2006 über 300 Meter im Freien.

## Persönliche Bestleistungen
- 300 Meter: 38,91 s, 23. Juli 2006 in Bukarest
- 400 Meter: 52,06 s, 13. Juli 2013 in Tampere
  - 400 Meter (Halle): 53,59 s, 25. Februar 2016 in Istanbul
- 800 Meter: 1:59,74 min, 27. Mai 2012 in Hengelo
  - 800 Meter (Halle): 2:02,82 min, 18. Februar 2009 in Stockholm